# 1er parallèle sud
Pour les articles homonymes, voir 1er parallèle.

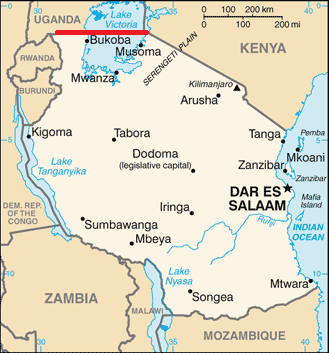
Carte de la Tanzanie, montrant le 1er parallèle sud (en rouge) comme une partie de la frontière avec l'Ouganda et le Kenya

En géographie, le 1er parallèle sud est le parallèle joignant les points de la surface de la Terre dont la latitude est égale à 1° sud.

## Géographie

### Dimensions
Au niveau de 1° de latitude sud, un degré de longitude équivaut à 111,303 km ; la longueur totale du parallèle est donc de 40 069 km, soit environ 5 km de moins que l'équateur. Il en est distant de 111 km et du pôle Sud de 9 891 km.

### Frontières
Le parallèle définit une partie de la frontière entre l'Ouganda et la Tanzanie, ainsi qu'une très courte section de la frontière entre le Kenya et la Tanzanie, sur le lac Victoria.

### Régions traversées
En débutant par 0° de longitude et en se dirigeant vers l'est, le 1er parallèle sud traverse successivement :
- Océan Atlantique (golfe de Guinée)
- Afrique :
  - Gabon
  - République du Congo
  - République démocratique du Congo
  - Ouganda
  - Frontière entre l'Ouganda et la Tanzanie
  - Kenya
  - Somalie
- Océan Indien (passant juste au sud de l'atoll Addu, Maldives)
- Indonésie (Siberut et Sumatra)
- Détroit de Karimata
- Indonésie (Maya Karimata et Bornéo)
- Détroit de Makassar
- Indonésie (Sulawesi)
- Golfe de Tomini
- Indonésie (Sulawesi)
- Mer des Moluques
- Indonésie (Damar)
- Mer d'Halmahera
- Indonésie (Salawati, Nouvelle-Guinée occidentale, Noemfoor et Biak)
- Océan Pacifique, passant près des îles suivantes :
  - Au nord de Pelleluhu et Heina, Papouasie-Nouvelle-Guinée
  - Au sud des îles Kaniet, Papouasie-Nouvelle-Guinée
  - Au sud de Banaba, Kiribati
  - Entre les atolls de Nonouti et Tabiteuea, Kiribati
- Équateur (Isabela, îles Galápagos)
- Océan Pacifique
- Amérique :
  - Équateur
  - Pérou
  - Colombie
  - Brésil
- Océan Atlantique